# Нарышкин, Григорий Филимонович
Григорий Филимонович Нарышкин (ум. 1705) — боярин, верхотурский воевода (1684—1691).

## Биография
Сын Филимона Ивановича из рода Нарышкиных. Приходился двоюродным братом Кириллу Полуэктовичу Нарышкину, отцу царицы Натальи Кирилловны и деду Петра Первого.
После возведения на престол Петра I в 1682 г. пожалован в стольники. С 20 октября 1684 по октябрь 1691 г. был воеводой в Верхотурье, в 1689 г. получил чин окольничего. Во время его воеводства была произведена в 1687 г. опись Верхотурского кремля и всех слободских острогов, содержащая также сведения о годах постройки каждой крепости. В 1692 г. пожалован в бояре.

## Семья

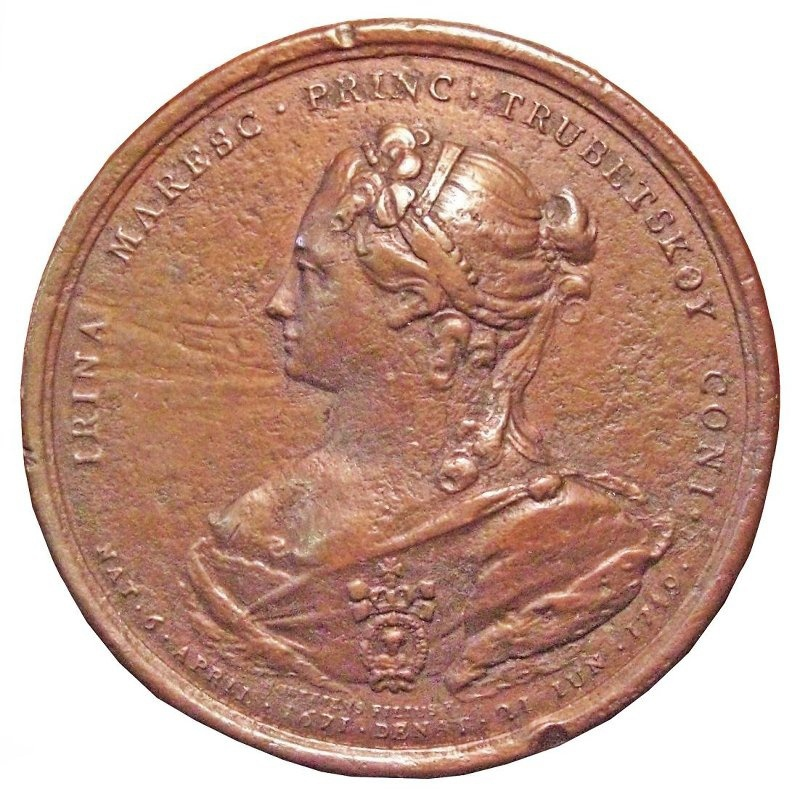
Медаль в память княгини Ирины Трубецкой (1671—1749)

Жена — Матрёна Степановна, урождённая Гурьева. Дети:
- Михаил (1669—03.03.1744), комнатный стольник царя, впоследствии камергер, женат на Ульяне Андреевне Колычевой (1675—1738). Имели 4 сыновей и 5 дочерей, их внук В. С. Нарышкин.
- Ирина (06.04.1671—21.06.1749), статс-дама, с 29 июня 1691 года замужем за князем Иваном Юрьевичем Трубецким (1667—1750), генерал-фельдмаршалом.
- Евдокия (1675—1739), с 1694 года замужем за графом Михаилом Борисовичем Шереметевым (1672—1714), генерал-майором.
- Семён (1683—1747), обер-гофмейстер в царствование Екатерины I.
- Анна, замужем за стольником Петром Михайловичем Толстым.
- Василий, с 1692 года комнатный стольник, женат на Стрешневой; у них сын Василий.
- Смарагда, инокиня в Московском Алексеевском монастыре.
- Васса (Василиса), с 1692 года замужем за окольничим Тимофеем Борисовичем Юшковым.